# Passo del Tonale
Il passo del Tonale (Pas del Tonàl in dialetto solandro, Pas del Tunàl in dialetto camuno) (1884 m s.l.m.) è un valico alpino delle Alpi Retiche meridionali che separa le Alpi dell'Ortles a nord dalle Alpi dell'Adamello e della Presanella a sud, mettendo in comunicazione la val di Sole ad est (Vermiglio) con l'Alta Valle Camonica (Ponte di Legno) ad ovest.

## Descrizione

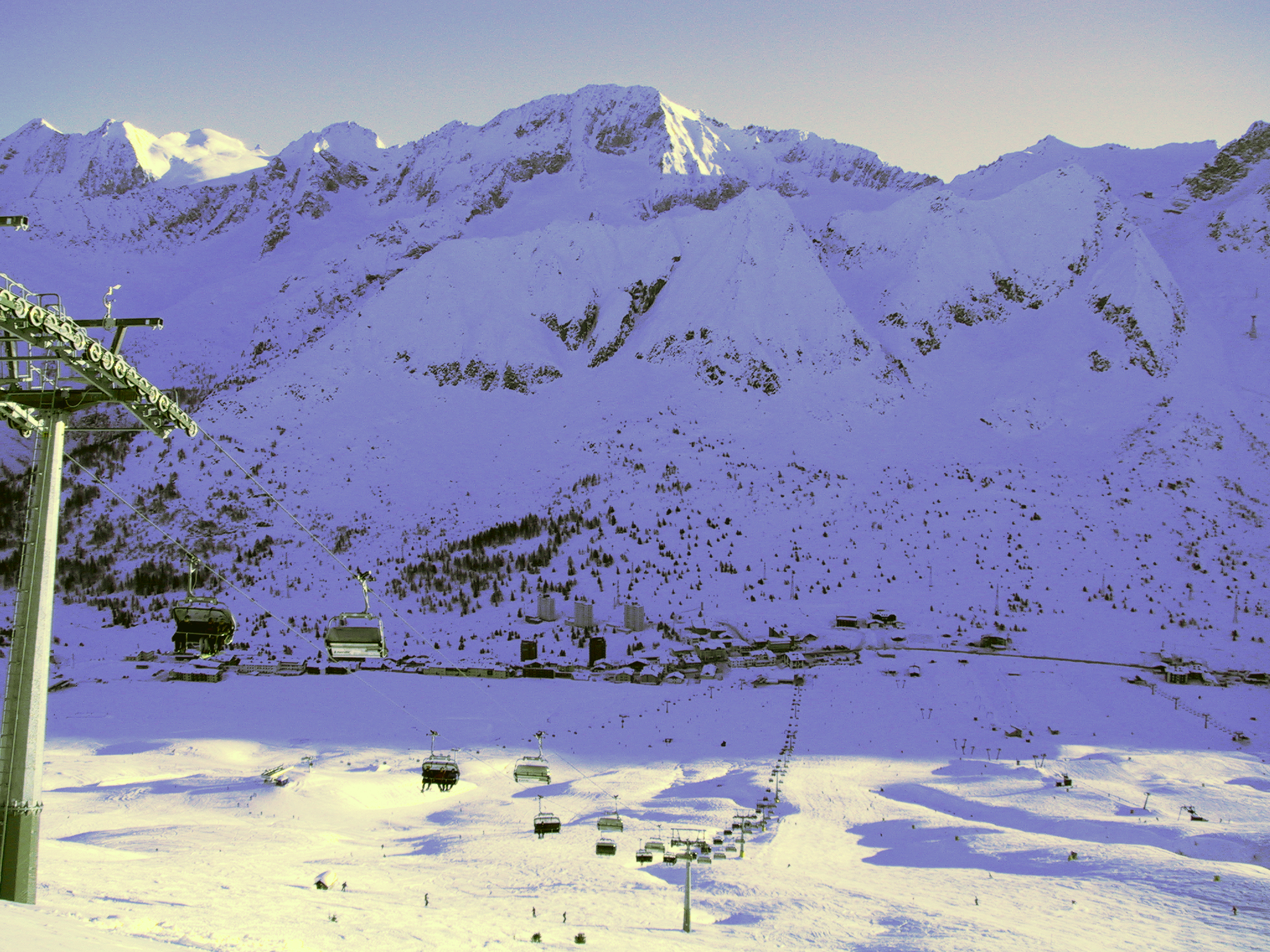
Il passo del Tonale in inverno

Situato sul confine amministrativo fra la provincia di Brescia e la provincia di Trento, fino al 1918 rappresentava il confine tra Regno d'Italia e Impero austro-ungarico.
Centro turistico sia estivo che invernale, il passo del Tonale è punto di appoggio per numerosi itinerari alpinistici ed escursionistici che consentono di prendere contatto con la natura delle Alpi Retiche e la realtà storica della Guerra Bianca che qui ha lasciato numerosi segni ancora vivi nel paesaggio. Le montagne circostanti il passo del Tonale furono, infatti, teatro di combattimenti durante la prima guerra mondiale: un sacrario monumentale inaugurato nel 1924 e ampliato negli anni Trenta del Novecento, accoglie oggi le spoglie di oltre 800 caduti italiani e austro-ungarici.
In zona è possibile visitare il Museo della guerra bianca in Adamello a Temù, oltre alle interessanti raccolte di cimeli di Vermiglio e di Peio. Nel 2011, a passo Paradiso, a 2600 m s.l.m., è stato inaugurato un percorso multimediale all'interno di una galleria originale del conflitto: Suoni e voci della Guerra Bianca.
Il sentiero dei fiori permette di ripercorre i camminamenti costruiti durante la prima guerra mondiale.
Maggiore fra le stazioni di sport invernali del Trentino e della Lombardia, dispone di un comprensorio sciistico di oltre 100 km di piste, che, dal 2006, grazie ad una cabinovia è collegato con le stazioni di Ponte di Legno e di Temù. Fino al 2007 era possibile praticare anche lo sci estivo sulla vicina vedretta del Presena. Può essere raggiunto tramite la strada statale 42 del Tonale e della Mendola, che congiunge Treviglio in provincia di Bergamo con Bolzano attraverso i due passi omonimi. Nei periodi d'estate è attiva anche l'aviosuperficie del Tonale situata all'inizio del passo sul lato Trentino.

## Ciclismo
Il passo del Tonale è stato scalato molte volte dal Giro d'Italia fin dal 1933. La salita presenta difficoltà non elevate da entrambi i versanti: da Ponte di Legno è lunga 12 km con una pendenza massima dell'8.4%, da Fucine sono 15 km con pendenza massima dell'8.8%.
Nel 1939 il Tonale fu decisivo per decidere il Giro: a causa delle condizioni meteo avverse (neve e nebbia) il favorito Gino Bartali perse la maglia rosa prima forando e poi cadendo in discesa, consegnando la vittoria finale a Giovanni Valetti. Nell'edizione 1989 era previsto il transito sul valico e successivamente anche sul passo Gavia, ma la tappa fu annullata per la troppa neve. È stato sede di arrivo di tappa per due volte, nel 1997 e nel 2010. In quest'ultima occasione la tappa (caratterizzata dalla nevosa salita scalata dei passi Forcola di Livigno e Gavia) è stata uno dei tratti decisivi per la vittoria finale di Ivan Basso.
Di seguito i vari passaggi al Giro:
| Anno | Tappa                                      | Primo in vetta          | Versante scalato |
| ---- | ------------------------------------------ | ----------------------- | ---------------- |
| 1933 | 17ª: Bolzano > Milano                      | Alfredo Binda           | Val di Sole      |
| 1939 | 16ª: Trento > Sondrio                      | Giovanni Valetti        | Val di Sole      |
| 1953 | 16ª: San Pellegrino Terme > Riva del Garda | Gino Bartali            | Val di Sole      |
| 1954 | 21ª: Bolzano > Sankt Moritz                | Vincenzo Rossello       | Val di Sole      |
| 1959 | 16ª: Bolzano > San Pellegrino Terme        | Hans Junkermann         | Val di Sole      |
| 1960 | 20ª: Trento > Bormio                       | Rik Van Looy            | Val di Sole      |
| 1962 | 15ª: Moena > Aprica                        | Vittorio Adorni         | Val di Sole      |
| 1967 | 21ª: Trento > Tirano                       | Marcello Mugnaini       | Val di Sole      |
| 1969 | 23ª: Folgarida > Milano                    | Giancarlo Polidori      | Val di Sole      |
| 1971 | 19ª: Falcade > Ponte di Legno              | Lino Farisato           | Val di Sole      |
| 1977 | 19ª: Pinzolo > San Pellegrino Terme        | Jürgen Kraft            | Val di Sole      |
| 1978 | 18ª: Mezzolombardo > Sarezzo               | Ueli Sutter             | Val di Sole      |
| 1979 | 18ª: Trento > Barzio                       | Bruno Vicino            | Val di Sole      |
| 1981 | 18ª: Borno > Dimaro                        | Leonardo Natale         | Val Camonica     |
| 1984 | 18ª: Lecco > Merano                        | Jesús Rodríguez Magro   | Val Camonica     |
| 1990 | 17ª: Moena > Aprica                        | Stefan Joho             | Val di Sole      |
| 1991 | 16ª: Tirano > Selva di Val Gardena         | Roberto Pagnin          | Val Camonica     |
| 1996 | 17ª: Cavalese > Aprica                     | Davide Perona           | Val di Sole      |
| 1997 | 20ª: Brunico > Passo del Tonale            | José Jaime González     | Val di Sole      |
| 1999 | 21ª: Madonna di Campiglio > Aprica         | Mariano Piccoli         | Val di Sole      |
| 2000 | 14ª: Selva di Val Gardena > Bormio         | José Enrique Gutiérrez  | Val di Sole      |
| 2004 | 18ª: Cles > Bormio 2000                    | Fabian Wegmann          | Val di Sole      |
| 2006 | 20ª: Trento > Aprica                       | Juan Manuel Gárate      | Val di Sole      |
| 2010 | 20ª: Bormio > Ponte di Legno-Tonale        | Johann Tschopp          | Val Camonica     |
| 2011 | 17ª: Feltre > Tirano                       | Ben Gastauer            | Val di Sole      |
| 2012 | 20ª: Caldes > Passo dello Stelvio          | Matteo Rabottini        | Val di Sole      |
| 2015 | 16ª: Pinzolo > Aprica                      | Rubén Fernández Andújar | Val di Sole      |
| 2017 | 17ª: Tirano > Canazei                      | Pierre Rolland          | Val Camonica     |
| 2022 | 17ª: Ponte di Legno > Lavarone             | non valido per il GPM   | Val Camonica     |

## Galleria d'immagini

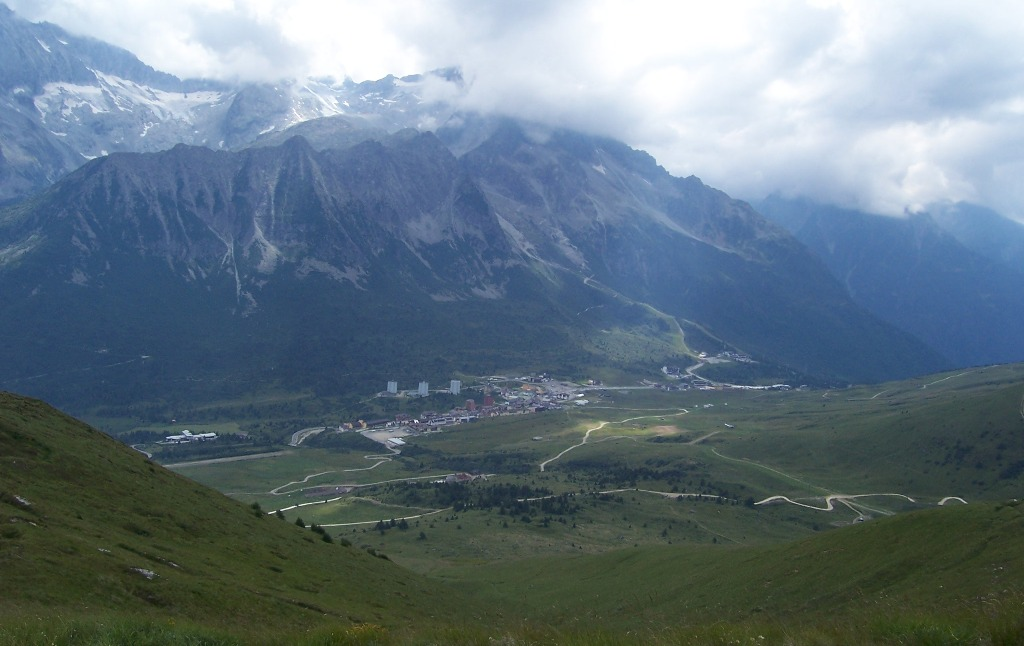
Passo del Tonale
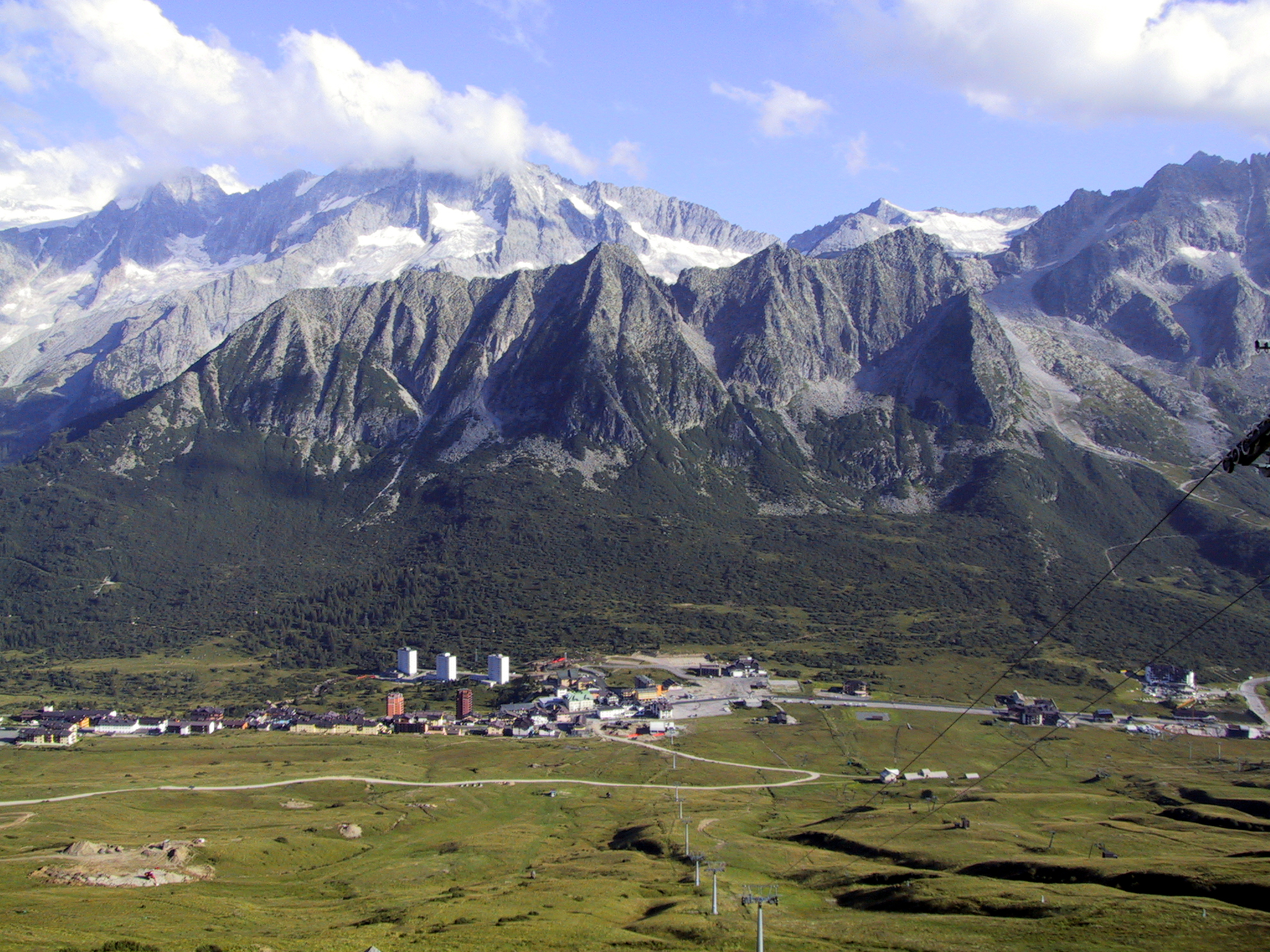
Il passo del Tonale in estate
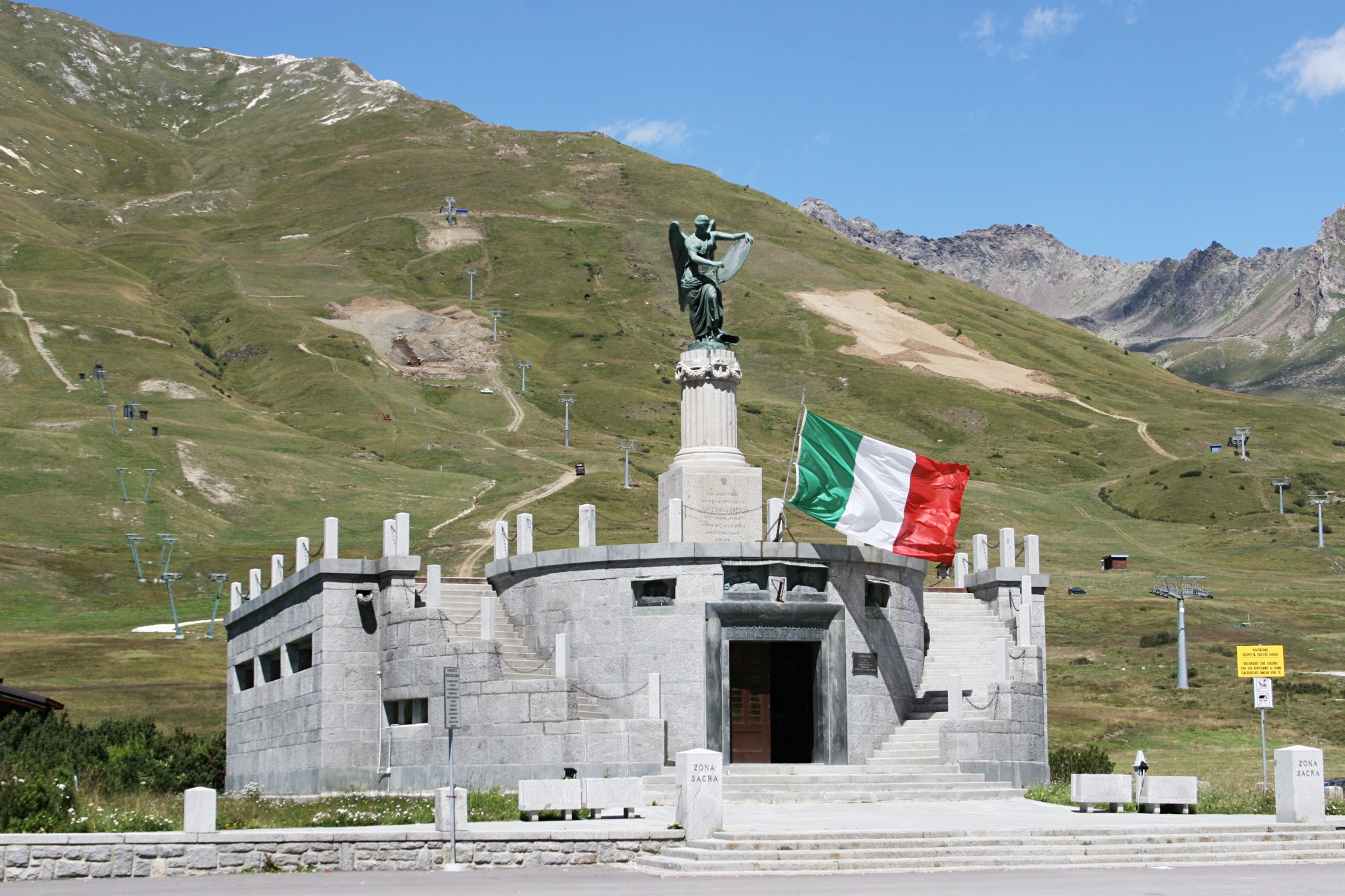
Sacrario militare del Tonale
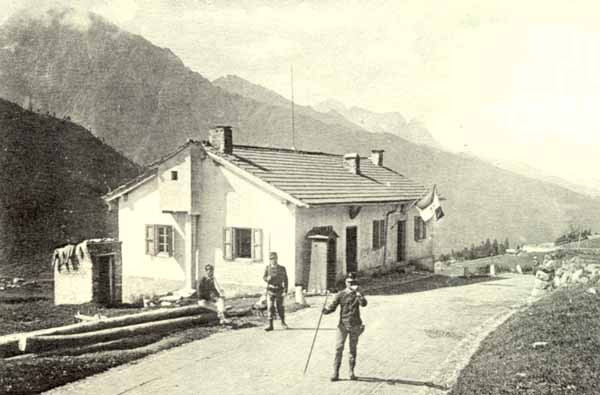
Dogana al passo del Tonale, 1902
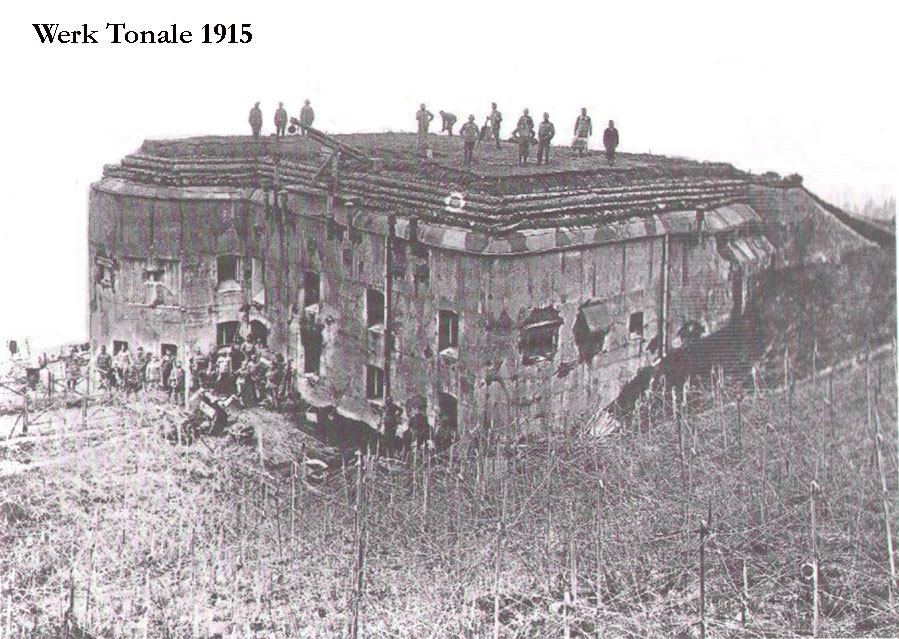
Il forte Mero - Tonale
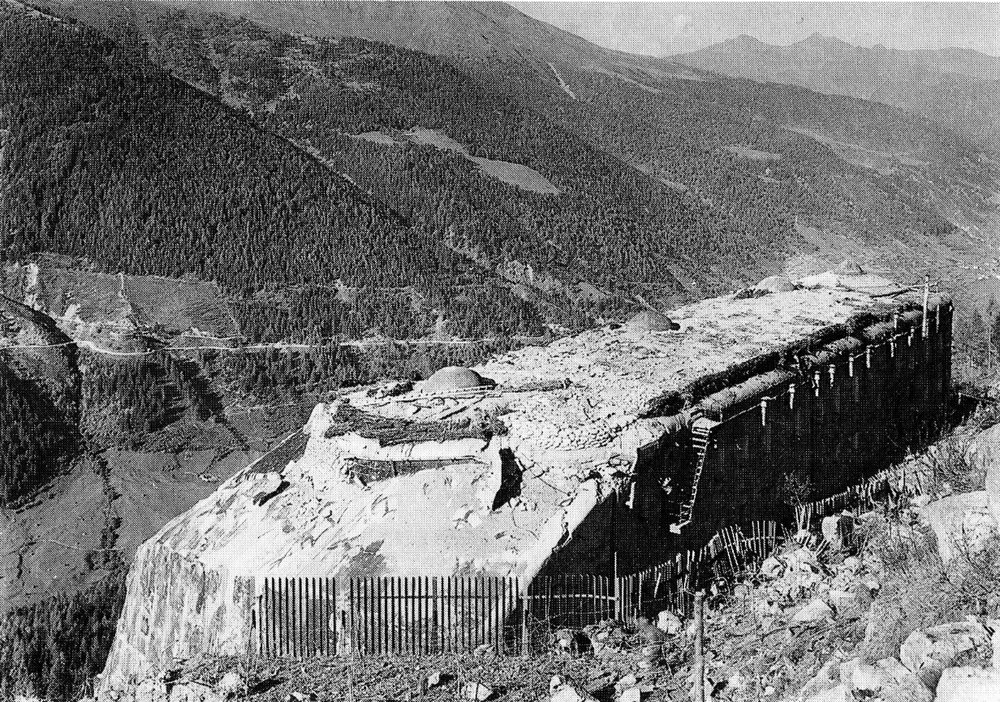
Il forte Presanella - Tonale